# Pedro Pablo Traversari Salazar
Pedro Pablo Traversari Salazar (Quito, domingo 19 de julio de 1874-Quito, viernes 6 de julio de 1956) fue un musicólogo, compositor y director de orquesta.Es recordado en Ecuador por haber sido un importante compositor y coleccionista de instrumentos musicales. Como legado de su memoria queda el conservatorio Antonio Neumane que fundó en la ciudad de Guayaquil, así como el Museo de Instrumentos Musicales Pedro Pablo Traversari en la ciudad de Quito. En su honor se edita la revista de musicología Traversari.

## Historia

### Primeros años
Desde muy temprana edad, demostró sus aptitudes musicales. Sus progenitores, don Pedro Traversari (músico italiano) y Alegría Salazar, siempre procuraron cultivar esas capacidades. A la corta edad de 10 años, se trasladó a la ciudad de Santiago de Chile, donde realizó sus primeros estudios en el Conservatorio de Santiago de Chile (Colegio de los Padres Franceses); tomando clases de: flauta, contrabajo, violoncelo, armonía y composición musical. De esa forma inició su formación musical. Ya a la edad de doce años, estudia bajo la tutela de Don Calixto Guerrero; quien fue el encargado de formar en él, un espíritu coleccionista. A los 17 años, antes de graduarse de Bachiller, logró obtener el título de Profesor en Teoría, Solfeo, Estética e Historia de la Música. Posteriormente ingresó a la Facultad de Ingeniería en la Universidad de Santiago, y al mismo tiempo continuaba sus estudios de piano, violoncelo y otras ramas musicales. Para perfeccionar sus estudios musicales, se traslada a Roma, Italia; donde realizó tres cursos de música, más tarde pasó a Basilea, Suiza y finalmente llegó a París, Francia; donde terminó de formar su carrera.

### Músico académico
Conformó la Orquesta Sinfónica de Quito, a partir del año de 1900 cuando después de la revolución liberal, el presidente Eloy Alfaro le llamaría para reabrir la Orquesta que había sido clausurado algunos años antes. De esta manera empezaría su vínculo con esta institución en la ciudad de Quito y continuaría también en la ciudad de Guayaquil donde organizaría la primera orquesta femenina de Ecuador. En esa misma ciudad fundaría además el Conservatorio de Música Antonio Neumane en honor al importante músico francés de origen alemán y que viviría varios años en Guayaquil, destacando por su talento y llegando a componer el himno nacional de Ecuador. Traversari fue director del Conservatorio hasta 1935. A juicio del investigador Juan Mullo, el aporte importante en la composición y la música académica fue establecer el vínculo entre la música nativa con las formas clásicas que se estaban desarrollando en el conservatorio. En sus palabras:

Es, quizás, el teórico que de mejor manera coneptúa los vínculos con la música indígena. Realiza estudios de los sistemas musicales aborígenes y plantea la necesidad de utilizar melodías vernáculas para la composición de obras académicas, aunque utilizando la estructura morfológica europea. Su propuesta se evidencia en las composiciones "Suite Sinfónica Glorias Andinas", en los melodramas indígenas "Cumandá" o "La Virgen de la Selva", "La profecía de Huiracocha", "Quisquis o el último exponente del espíritu Inca", y en su "Himno pentafónico. Concomitantemente, asume la propuesta americanista que sistematiza en el artículo "Las bellas artes en la instrucción pública de América", elaborado conjuntamente con Sixto María Durán y Vicente Navarro, publicado en Washington en 1915. En este documento plantea, entre otros temas, la conformación de una doctrina panamericana, cuyo principal objetivo sea crear un arte americano basado en sus tradiciones nacionales, "para dejar de ser esclavos del arte europeo".
Juan Mullo Sandoval - Traversari N.1 Revista de Investigación sonora y musicológica

### Coleccionismo y musicología

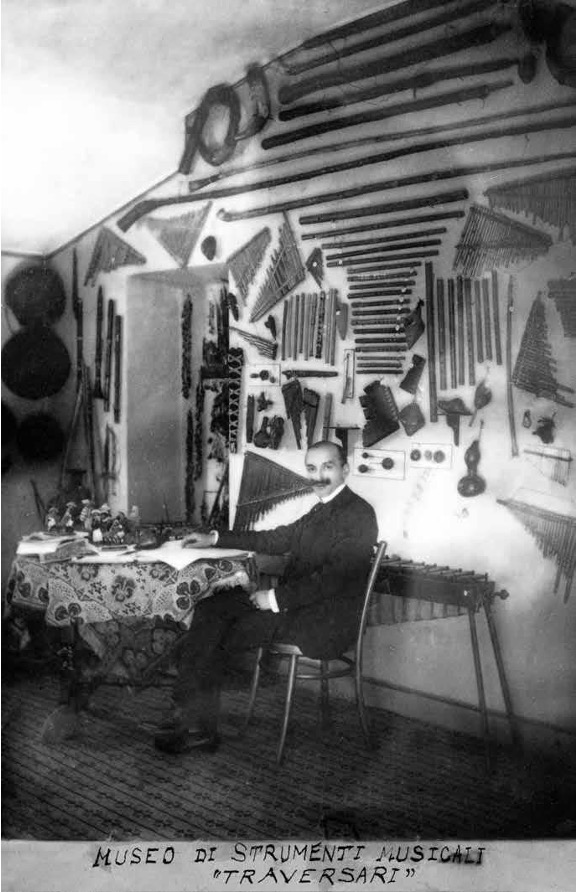
Traversari con su colección de instrumentos que después se convertiría en el museo

Durante finales del siglo XIX e inicios del XX, en Ecuador al igual que en el resto del mundo se vivió el interés por el pasado y el inicio de los proyectos de investigaciones arqueológicas en Ecuador. En concreto sería González Suárez quien realizaría las primeras investigaciones seguido por su discípulo Jacinto Jijón y Caamaño que daría importantes pasos en el avance de esta disciplina. Adicionalmente Ecuador recibiría la visita de importantes antropólogos como Paul Rivet quien investigaría las teorías de poblamiento original del territorio americano y Max Uhle quien investigaría las culturas aborígenes de Sudamérica. En este contexto, la música se vería influenciada también por el interés en lo que se conocería como los géneros musicales nativos, entre ellos el danzante y yumbo como los dos principales de la época preincáica y el yaraví como el género característico de la época incaica. Traversari además de investigar estos géneros musicales empezaría a coleccionar instrumentos, logrando reunir una gran cantidad de ellos, de varios lugares del mundo. Esto sería gracias a la influencia de su director y profesor de música Calixto Guerrero. Su colección contiene más de 3 mil piezas que se clasifican en cinco categorías: idiófonos, aerófonos, membranófonos, cordófonos, y electrófonos. En cuanto a las épocas históricas se encuentran en América la prehispánica, e hispánica, en Europa la medieval y renacentista, así como también de varias épocas en Asia y África. Esta colección fue vendida a la Casa de la Cultura Ecuatoriana en 1951. 

### El Escudo de Ecuador
Se cree que fue el que diseñó íntegramente el escudo, pero esto está totalmente alejado de la realidad: el escudo fue creado por el "Padre de la Patria" José Joaquín de Olmedo, producto de las heroicas jornadas del 6 de marzo de 1845, el buque Guayas promovido por el Gobernador del Guayas Rocafuerte, los símbolos del zodiaco que representan los meses que tomo la revolución y los pabellones que originalmente fueron celeste y blanco. La Casa Garnier Hnos., publicó en Perís una importante edición de las poesías de Olmedo que fue prologada por don Clemente Ballén, quien dijo que Olmedo diseñó en 1845 el escudo de armas de la república. A la vista de la ciudad de Babahoyo, y a poca distancia de ella se halla en la orilla derecha del río del mismo nombre, en ribera opuesta, la hacienda histórica La Virginia que fue de su propiedad en la que se celebró el convenio que lleva el nombre de dicho fundo, que fue el fin del gobierno del general Flores, derrotado por los revolucionarios del seis de marzo de 1845.Como persona pública reconocida en su país, fue además concejal de Quito y luego Presidente del Consejo Municipal.

## Legado

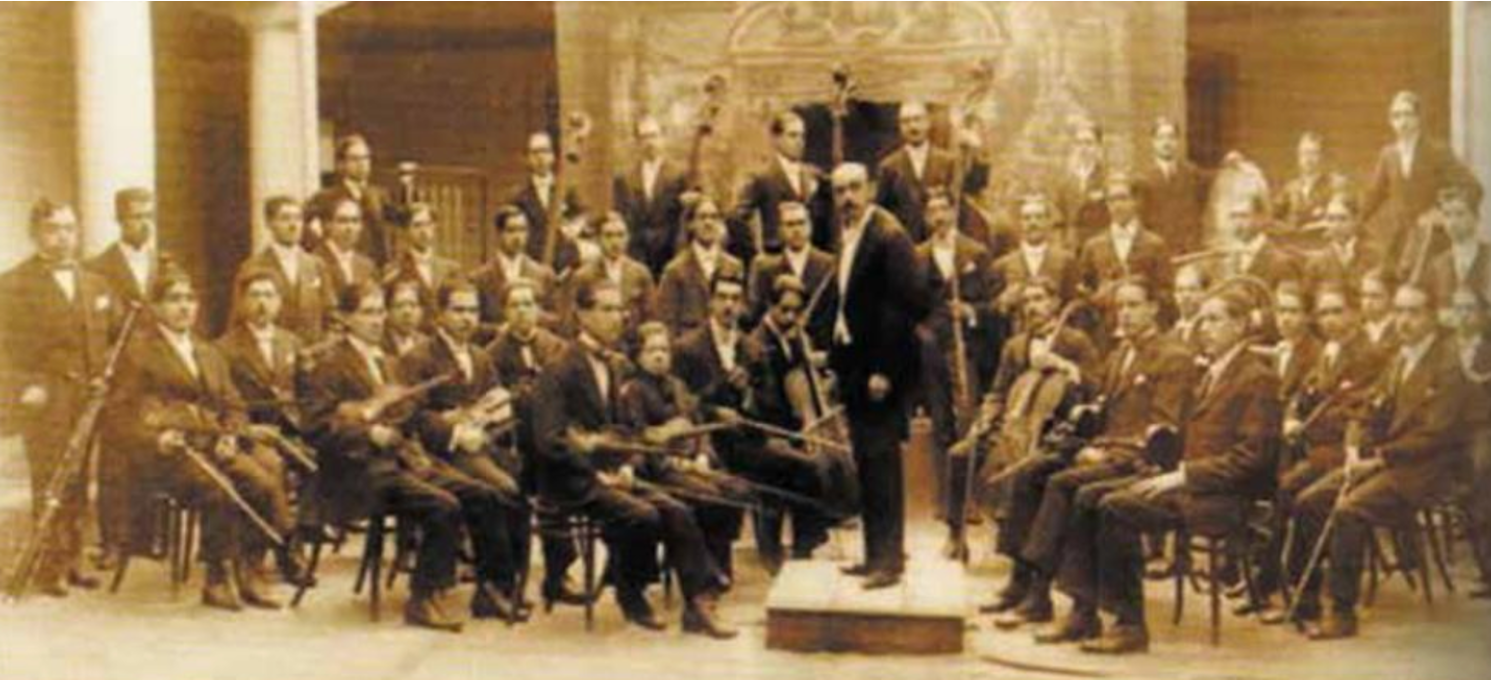
Traversari como director de orquesta

Pedro Pablo Traversari fue uno de los compositores más destacados del siglo XIX e inicios del XX. Por esta razón su figura es fundacional en el desarrollo de la música académica en Ecuador durante la etapa republicana. Esta música académica que estaba desarrollando la ya larga tradición de música de la Real Audiencia de Quito, buscó por un lado su secularización y por otro la creación de una expresión propia de la todavía joven nación que había surgido en 1830. Fue parte de la generación de músicos impmortantes como Antonio Neumane, quien sería el autor del Himno Nacional de Ecuador, basado en una marcha italiana, el trabajo de Neumane y Traversari marcaron la importante influencia de la música clásica italiana es dicho país, que junto a las composiciones austriacas, especialmente el vals que se convertiría posteriormente en el pasillo ecuatoriano, conforman las principales vertientes de influencia europea en Ecuador. Durante estos años también destacaron compositores como Juan Agustín Guerrero quien publicaría Yaravíes quiteños, un estudio con el mismo corte y objetivo que la obra de Traversari, el recuperar la música nativa y también Carlos Amable Ortiz, importante compositor y violinista. Su trabajo en la orquesta, especialmente el crear la orquesta para mujeres es recordado, como homenaje a la importante compositora contemporánea suya, Ana Villamil Icaza quien sería la autora del Himno al 9 de octubre por la independencia de Guayaquil. Su legado vive en sus numerosas composiciones así como en las instituciones que fundaría como el Conservatorio Antonio Neumane en Guayaquil y el museo de instrumentos musicales que ahora lleva su nombre.

## Selección de sus obras
Aunque tanto sus composiciones como sus investigaciones musicológicas y arqueológicas no han sido editadas, se presenta a continuación una selección de ellas, entre las que son más relevantes o conocidas al momento.

### Composiciones
- Los funerales del sol
- Suite Sinfónica Glorias Andinas
- Quisquis o el último exponente del espíritu Inca
- Cumandá
- La Virgen de la Selva
- La profecía de Huiracocha

### Investigaciones

#### Musicología
- Relación del Arte musical Indígena y popular de América (1903)
- Historia general ilustrada de la música indígena y popular de los países americanos, con sus tocatas, cantos, instrumentos, bailes, poesías folklóricas, etc. (1905)
- Descubrimiento y reconstrucción del sistema genérico musical de los aborígenes y muy especialmente del Ecuador
- El arte en América
- Apreciaciones folclóricas musicales
- La música indígena de América
- Metodología del Folklore

#### Arqueología
- Investigaciones arqueológicas
- La arqueología americana en la civilización moderna: investigaciones históricas y arqueológicas

#### Teoría musical
- Tratado de Musicología
- Tratado práctico de teoría general de la música
- Método ilustrado de caligrafía musical
- Sinopsis de las relaciones de la escala general temperada
- Aires, canciones, poesía, instrumentos y danza, (1905)